# Дмитровка (Первомайский район, Харьковская область)
Дмитровка (укр. Дмитрівка) — село,
Дмитровский сельский совет,
Первомайский район,
Харьковская область, Украина.
Код КОАТУУ — 6324583001. Население по переписи 2001 года составляет 439 (175/264 м/ж) человек.
Является административным центром Дмитровского сельского совета, в который, кроме того, входит село
Марьевка.

## Географическое положение
Село Дмитровка находится на правом берегу реки Орель,
выше по течению на расстоянии в 3 км расположено село Новая Семеновка,
ниже по течению на расстоянии в 2,5 км расположено село Новоивановка (Кегичёвский район),
на противоположном берегу — село Марьевка.

## История
- 1782 — дата основания.

## Экономика
- Молочно-товарная и овце-товарная фермы.
- «Дмитровка», сельскохозяйственное ООО.

## Достопримечательности
- Братская могила советских воинов. Похоронено 455 воинов.
- Братская могила советских воинов. Похоронено 432 воина.